# Острова Гото
Острова Гото́ (яп. 五島列島 гото: рэтто:, «архипелаг пяти островов»; устар. Готские острова) — группа островов в Японии, в западной части Японского архипелага. Расположены на западе префектуры Нагасаки, в Восточно-Китайском море.

## География

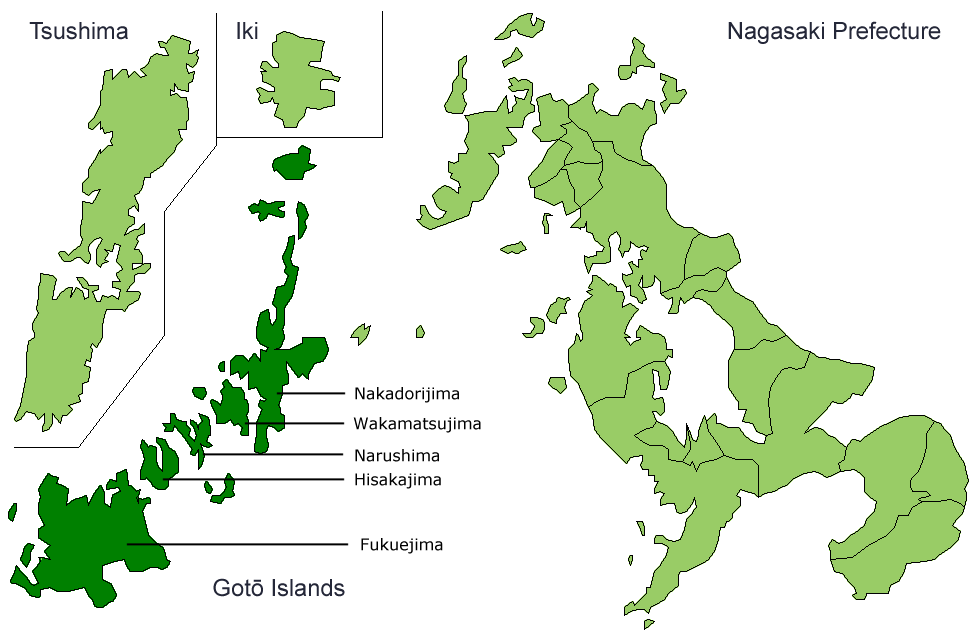
Острова Гото в префектуре Нагасаки

Группа состоит из двух сотен островов разной величины. Из них наибольшие пять:
- Фукуэ (福江島; 326,45 км², 32°41′29″ с. ш. 128°44′31″ в. д.HGЯO),
- Хисака (久賀島; 37,35 км², 32°48′13″ с. ш. 128°52′32″ в. д.HGЯO),
- Нару (奈留島; 23,82 км², 32°50′41″ с. ш. 128°55′49″ в. д.HGЯO),
- Вакамацу (若松島; 30,99 км², 32°53′08″ с. ш. 129°00′15″ в. д.HGЯO),
- Накадори[яп.] (中通島; 168,42 км², 32°57′20″ с. ш. 129°04′37″ в. д.HGЯO).

Для островов характерно риасовое побережье.

## История
В средневековье были базой японских пиратов, которые совершали нападения на соседние побережья Японии, Кореи и Китая. В раннее новое время население островов приняло христианство от иезуитских миссионеров. Христианская вера остается господствующей религией островов.

## Экономика
С XX века является центром туризма и рыболовства.